# Stijg (aantal)
Een stijg is een aantal van twintig, een twintigtal.
Het woord wordt bijna alleen gebruikt in relatie tot voorwerpen en is daarin te vergelijken met dozijn.
- een stijg eieren = 20 stuks

Het woord komt als stiege ook voor in een Gronings wandelliedje:
Lange, lange riege,
Twinteg is n stiege,
Datteg is n ooievoar,
Bertje, Bertje wat dustoe doar?
Dit liedje, dat dezelfde melodie van Sinterklaas kapoentje heeft, wordt gebruikt om kinderen de pas erin te laten houden bij het wandelen. Men loopt hand in hand achter elkaar (riege = rij), met in dit geval Bertje vooraan. Na afloop van het liedje gaat Bertje naar het einde van de rij, waarna het lied opnieuw gezongen wordt voor de nieuwe koploper. Enzovoort, enzovoort.
Het woord komt op vergelijkbare wijze voor in een oud Twents (Enschedees) speelliedje:
Een, twee, dree, vere, vieve,
Twintig is ne stiege,
Dertig is nen rooznkrans,
Veertig is nen popndans.

## Halfstijg
K. ter Laan noemt in zijn Nieuw Groninger Woordenboek ook nog het begrip halfstieg voor tien.
In het Engels wordt het woord score gebruikt als aanduiding van 20 eenheden: bijvoorbeeld four score = 80.